# Trstěnice, Cheb
Trstěnice là một làng thuộc huyện Cheb, vùng Karlovarský, Cộng hòa Séc.